# Югид'язьке сільське поселення
Югид'я́зьке сільське поселення (рос. Югыдъягское сельское поселение) — муніципальне утворення у складі Усть-Куломського району Республіки Комі, Росія. Адміністративний центр — селище Югид'яг.

## Населення
Населення — 2374 особи (2017, 2634 у 2010, 3235 у 2002, 1648 у 1989).

## Склад
До складу поселення входять такі населені пункти:
| Населений пункт    | Населення, осіб (1989) | Населення, осіб (2002) | Населення, осіб (2010) |
| ------------------ | ---------------------- | ---------------------- | ---------------------- |
| Білоборськ, селище | 474                    | 372                    | 244                    |
| Вад, селище        | -                      | 39                     | 23                     |
| Важ-Ежва, селище   | 27                     | 4                      | 4                      |
| Канава, присілок   | 98                     | 59                     | 27                     |
| Смолянка, селище   | 1049                   | 880                    | 653                    |
| Югид'яг, селище    | -                      | 1881                   | 1683                   |